# Горњи Ладуч
Горњи Ладуч је насељено место у саставу општине Брдовец у Загребачкој жупанији, Хрватска. До територијалне реорганизације у Хрватској налазио се у саставу старе загребачке приградске општине Запрешић.

## Становништво
На попису становништва 2011. године, Горњи Ладуч је имао 826 становника.

## Попис1991.
На попису становништва 1991. године, насељено место Горњи Ладуч је имало 793 становника, следећег националног састава:
| Попис 1991.‍  | Попис 1991.‍  | Попис 1991.‍ | Попис 1991.‍ | Попис 1991.‍ |
| ------------ | ------------ | ----------- | ----------- | ----------- |
|              |              |             |             |             |
| Хрвати       | Хрвати       |             | 709         | 89,40%      |
| Муслимани    | Муслимани    |             | 10          | 1,26%       |
| Срби         | Срби         |             | 9           | 1,13%       |
| Словенци     | Словенци     |             | 4           | 0,50%       |
| Албанци      | Албанци      |             | 1           | 0,12%       |
| Југословени  | Југословени  |             | 1           | 0,12%       |
| Македонци    | Македонци    |             | 1           | 0,12%       |
| Чеси         | Чеси         |             | 1           | 0,12%       |
| неопредељени | неопредељени |             | 46          | 5,80%       |
| непознато    | непознато    |             | 11          | 1,38%       |
| укупно: 793  |              |             |             |             |